# Franz Grupp

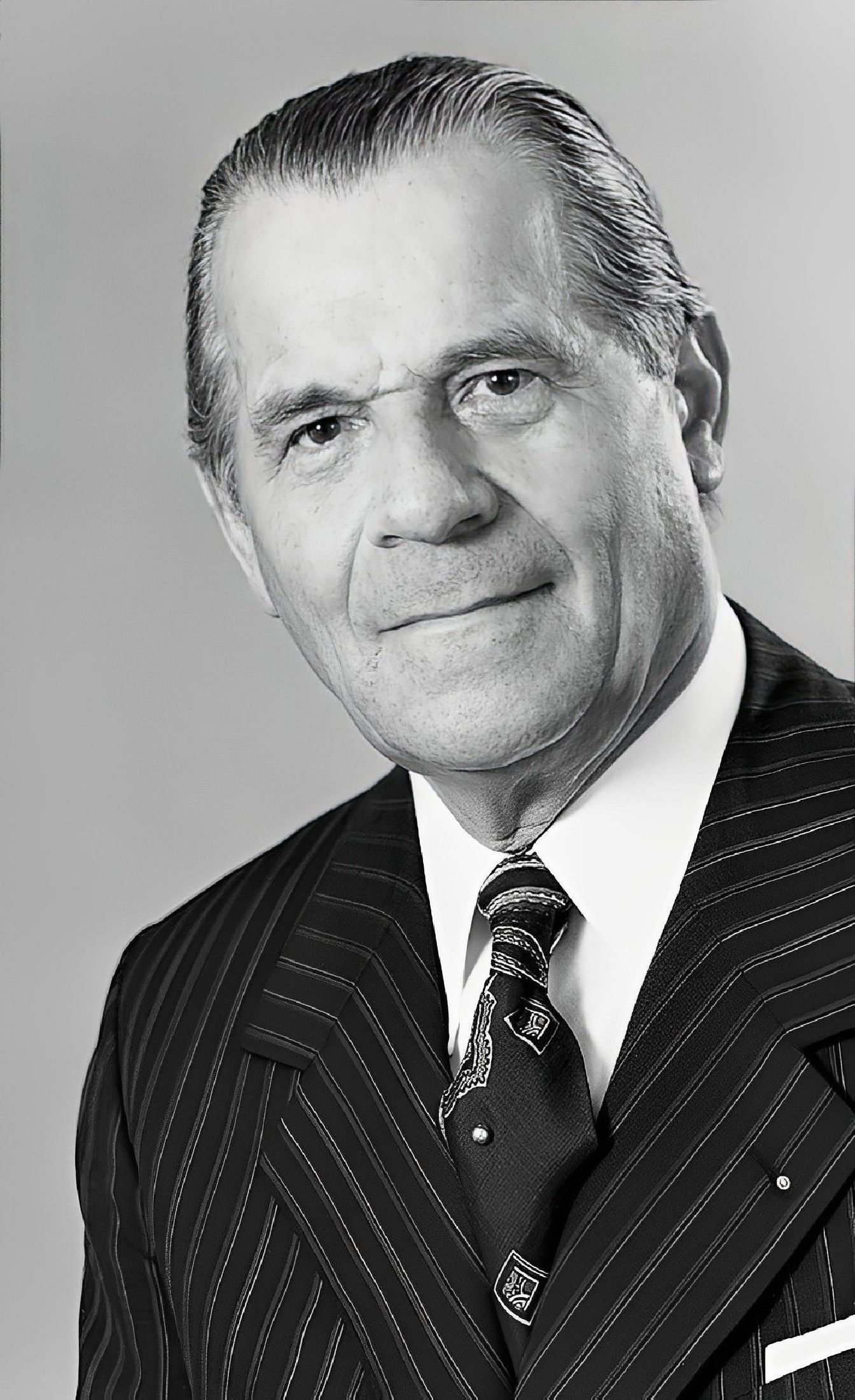
Franz Grupp

Franz Xaver Grupp (* 12. Dezember 1905 in Donzdorf, Württemberg; † 7. August 2003) war ein deutscher Manager und Inhaber der Mechanischen Trikotwarenfabriken Gebr. Mayer KG (heute: Trigema) in Burladingen im heutigen Zollernalbkreis in Baden-Württemberg.

## Werdegang
Franz Grupp wurde als Sohn des Lederwarenfabrikanten German Grupp sen. und dessen Frau Magda, geb. Nagel, im württembergischen Donzdorf geboren. Er studierte in München, Tübingen und Kiel Rechtswissenschaften und trat 1924 in die katholische Studentenverbindung AV Cheruskia Tübingen im CV ein, später wurde er noch Mitglied der AV Guestfalia Tübingen. 1930 wurde er zum Dr. jur. promoviert. Danach arbeitete er in Donzdorf in einem Rechtsanwaltsbüro und für die väterliche Lederwarenfabrik. 1936 trat er in den Nationalsozialistischen Rechtswahrerbund ein.
Im Jahr 1939 heiratete er Änne Mayer (1920–2016) und trat in die Mechanische Trikotwarenfabriken Gebr. Mayer KG seines Schwiegervaters Josef Mayer ein. Am 16. Oktober 1941 beantragte er die Aufnahme in die NSDAP und wurde zum 1. Januar 1942 aufgenommen. Nach dem Tod des Firmengründers 1956 wurde er Geschäftsführer und Inhaber. Unter seiner Ägide wurde das Hauptwerk in Burladingen ausgebaut und modernisiert. Bis 1969 entstanden zehn neue Filialen. Sein Sohn und Nachfolger Wolfgang Grupp schildert rückblickend den Umgangston seines Vaters mit den Angestellten als „rabiat“. 1967 wurde Grupp zum Honorarkonsul der Republik Tschad für Baden-Württemberg ernannt, er gehörte zur Entourage des Bundespräsidenten Heinrich Lübke bei einem Besuch in dem zentralafrikanischen Land.
Auf stagnierende Umsätze seines Unternehmens im Bereich Unterwäsche reagierte Grupp mit der Ausweitung des Sortiments auf Tennisbekleidung. Zur Vermarktung des neuen Segments wurde 1967 der Tennisspieler Wilhelm Bungert verpflichtet. Auch außerhalb der Textilbranche investierte Grupp. So gründete er unter anderem eine Fabrik für Kunststoffspritzguss. Die übergroße Diversifizierung stürzte das Unternehmen tief in die roten Zahlen. 1969 übergab er Geschäftsführung und später auch Inhaberschaft des Unternehmens, das bei einem Umsatz von 17 Mio. DM mit 10 Mio. DM Schulden belastet war, an seinen ältesten Sohn Wolfgang Grupp. Zusammen stellten sie die Weichen hin zur Produktion von Tennis- und Freizeitbekleidung. Durch die Unternehmensnachfolge im Jahr 1969 bei Trigema durch Wolfgang Grupp und bei Plastro Mayer im Jahr 1979 durch seinen jüngsten Sohn Johannes Grupp fand eine Kehrtwende in beiden Familienunternehmen statt. Die Plastro Mayer GmbH ist seit 1976 ein eigenständiges  Unternehmen.

## Ehrungen
- 1970: Verdienstkreuz 1. Klasse der Bundesrepublik Deutschland
- 1976: Ehrensenator der Universität Tübingen[13]